# Nozze romane
Nozze romane è una raccolta di poesie della scrittrice italiana Alda Merini.
La raccolta venne pubblicata nel 1955 dall'editore Schwarz nella collana intitolata "Dialoghi col poeta".
L'angoscia, dalla quale non riesce a liberarsi, è l'elemento più doloroso nella mente della giovane Alda e tema ricorrente della raccolta. Anche nella poesia "Nozze romane" datata 29 dicembre 1948, la scrittrice, nell'immaginare i futuri incontri con il suo sposo nella nuova casa, prova angoscia, paura e ansia. 
La poesia "Una Maddalena", "è evangelica metafora del rapporto interiore della ragazza col Maestro, il Poeta, Salvatore Quasimodo; una notevole e ben costruita lirica del 14 marzo 1949".
Due solo le liriche che esprimono una certa speranza nell'avvenire: "Io vorrei, superato ogni tremore" e "Anche se addormentata" mentre numerosi sono i motivi iconici in "La pietà", "La sibilla Cumana", "Giovanni Evangelista", "Cristo portacroce", "Il fanciullo, (statua sepolcrale)", dove ritorna martellante il tema della Morte.
"Così, sopra una forma già distesa/nel certo abbraccio dell'intuizione,/crolla la lenta pausa finale/che intossica di morte l'avventura.
"Ed io incido col soffio del respiro/mentre la Morte s'alza in me supina/per un connubio acceso di sospetti".
"Ma la Morte mi porge il suo richiamo/ancor troppo presente perché io/rida delle mie antiche conoscenze".